# Comuna Čavle, Primorje-Gorski kotar
Čavle este o comună în cantonul Primorje-Gorski kotar, Croația, având o populație de 7.220 de locuitori (2011).

## Demografie
Componența etnică a comunei Čavle
     Croați (87,55%)
     Sârbi (3,82%)
     Bosniaci (2,65%)
     Albanezi (1,54%)
     Necunoscut (1,09%)
     Neclasificat (2,2%)
Componența confesională a comunei Čavle
     Catolici (81,59%)
     Musulmani (6,72%)
     Ortodocși (4,94%)
     Fără religie și atei (3,48%)
     Necunoscută (2,2%)
     Alte religii (1,07%)
Conform recensământului din 2011, comuna Čavle avea 7.220 de locuitori. Din punct de vedere etnic, majoritatea locuitorilor (87,55%) erau croați, existând și minorități de sârbi (3,82%), bosniaci (2,65%) și albanezi (1,54%). Apartenența etnică nu este cunoscută în cazul a 1,09% din locuitori. Din punct de vedere confesional, majoritatea locuitorilor (81,59%) erau catolici, existând și minorități de musulmani (6,72%), ortodocși (4,94%) și persoane fără religie și atei (3,48%). Pentru 2,2% din locuitori nu este cunoscută apartenența confesională.